# Jacobeia de Baden
Jacobeia  de Baden (em alemão:  Jakobe von Baden; 16 de janeiro de 1558 – Dusseldórfia, 3 de setembro de 1597) foi uma nobre alemã, filha do marquês Felisberto de Baden-Baden e de Matilde da Baviera.
Jacoba casou com João Guilherme, Duque de Jülich-Cleves-Berg, mas não teve descendência.

## Biografia

João Guilherme, Duque de Jülich-Cleves-Berg

Jacobeia ficou orfã muito jovem tendo sido criada na corte do seu tio materno, o duque Alberto V da Baviera onde, desde cedo, teve diversos pretendentes.
Por insistência do seu primo Ernesto da Baviera, Príncipe-Arcebispo de Colónia, do imperador Rodolfo II, do rei Filipe II de Espanha e do Pápa Gregório XIII, ela viria a casar, a 16 de junho de 1585, com João Guilherme de Jülich-Cleves-Berg, considerado fisicamente desinteressante e mentalmente instável, filho e herdeiro de Guilherme, o Rico, Duque de Jülich-Cleves-Berg, numa tentativa de manter o duque Guilherme no campo católico. A deslumbrante cerimónia de casamento foi celebrada em Dusseldórfia que, na altura, era devastada pela Guerra de Colónia.
Guilherme, o Rico, nunca conseguiu superar a morte do seu filho mais velho Carlos Frederico, desprezando o seu segundo filho, que lhe viria a suceder, João Guilherme, dando-lhe poucas hipóteses de aprender a governar contribuindo, assim, para o desastre que ocorreu nos seus estados.
Quando o duque Guilherme morreu em 1592, João Guilherme herdou os ducados e Jacobeia tentou governar em nome do seu marido, que fora preso por causa dos seus acessos de raiva temperamentais. Ela nascera protestante, mas fora educada como Católica e nunca escolhera nenhum dos lados. Nunca engravidou provavelmente dada a impotência do marido.
Teve uma relação com Dietrich von Hall zu Ophoven,muito mais jovem que ela, que era Bailio (Amtmann) em Monheim am Rhein e que acabou por ser detido e encarcerado na torre do castelo de Dusseldórfia. Ela tentou apresentar  sua situação na Rota Romana e na corte imperial em Praga, mas o caso nunca progrediu. O lado católico, representado inicialmente pela sua cunhada Sibila de Jülich-Cleves-Berg, acabou por tomar o caso em mãos.
Ela foi encontrada morta no seu quarto a 3 de setembro de 1597, após ter recebido convidados e ter brindado pela saúde do marido na noite anterior. Testemunhas sugeriram que ela fora estrangulada ou sufocada.  O motivo deste ato parece ter sido o de dar lugar a uma esposa mais fértil, que pudesse salvar a ameaçada dinastia.
Ela foi sepultada a 10 de setembro de 1597 numa cerimónia privada na igreja de Kreuzherren, em Dusseldórfia. A 23 de março de 1820, o seu corpo foi solenemente transladado para a igreja de St. Lambert, na mesma cidade.
O Museu da Cidade de Dusseldórfia tem uma madeixa do seu cabelo.

## Legado
Por vezes, a história de Jacobeia é comparada à de Maria Stuart, o que pode parecer um exagero, mas não é inteiramente rebuscado. Jacobeia de Baden foi ultrapassada pelas condições na corte de Dusseldórfia que, na altura, se encontrava muito dividida em termos religiosos refugiando-se num romance que lhe proporcionava alguma paz e diversão.
Quando ela foi colocada num humilhante cativeiro e perdeu qualquer esperança de ajuda dos seus poderosos familiares em Baden e na Baviera, ela mostrou o seu verdadeiro carácter e força de vontade. A crença popular que Jacobeia de Baden fora decapitada, viria a tornar a sua história mais similar à de Maria Stuart.

## Galeria

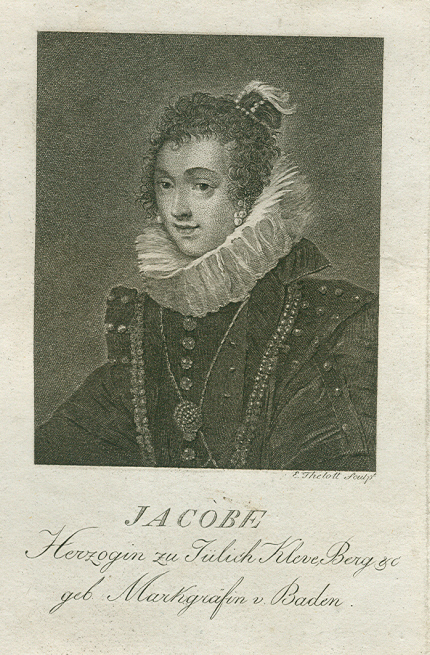
Retrato de Jacobeia de Baden, por Thelott.
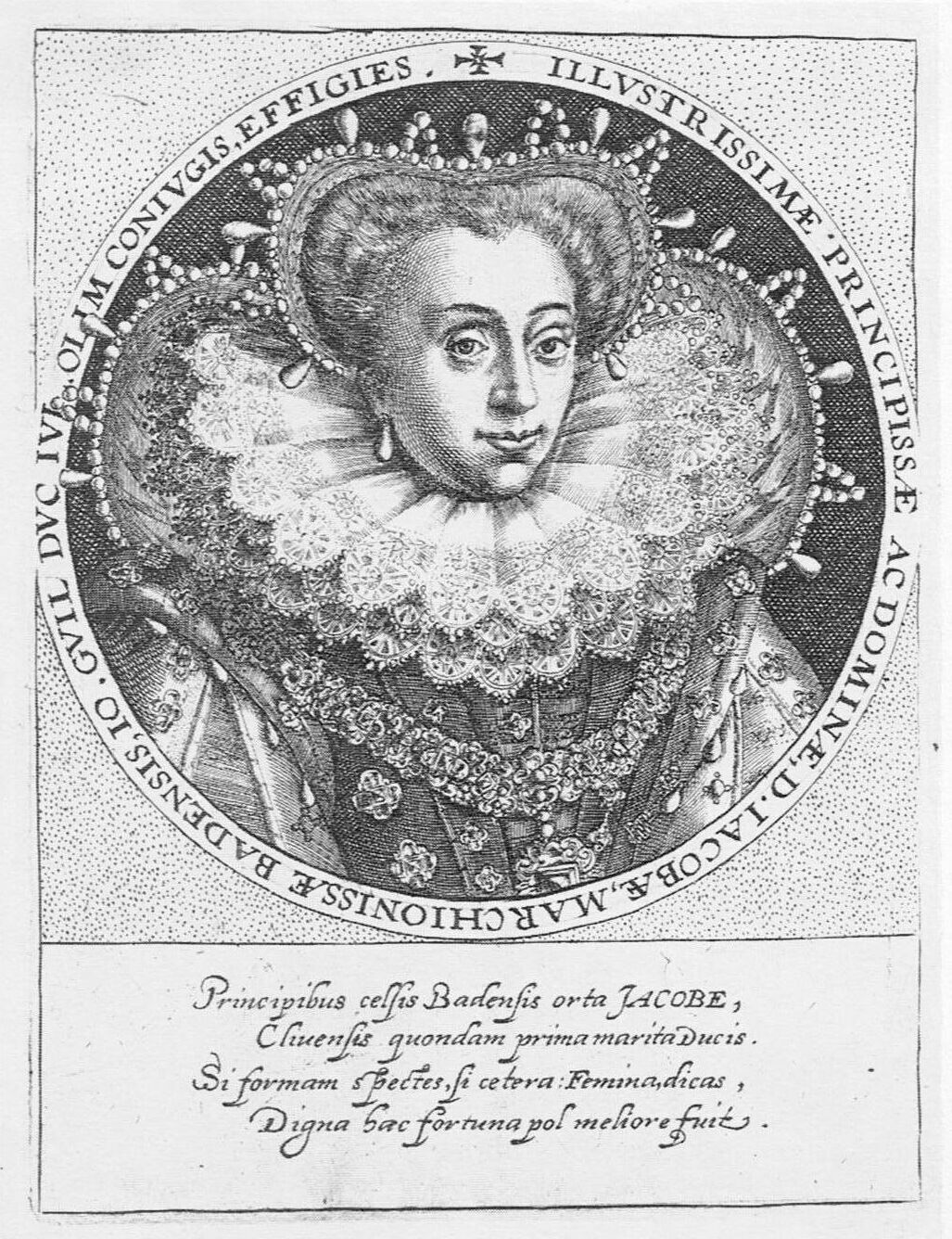
Jacobeia de Baden, Gravura de Crispin de Passe, ca. de 1600.
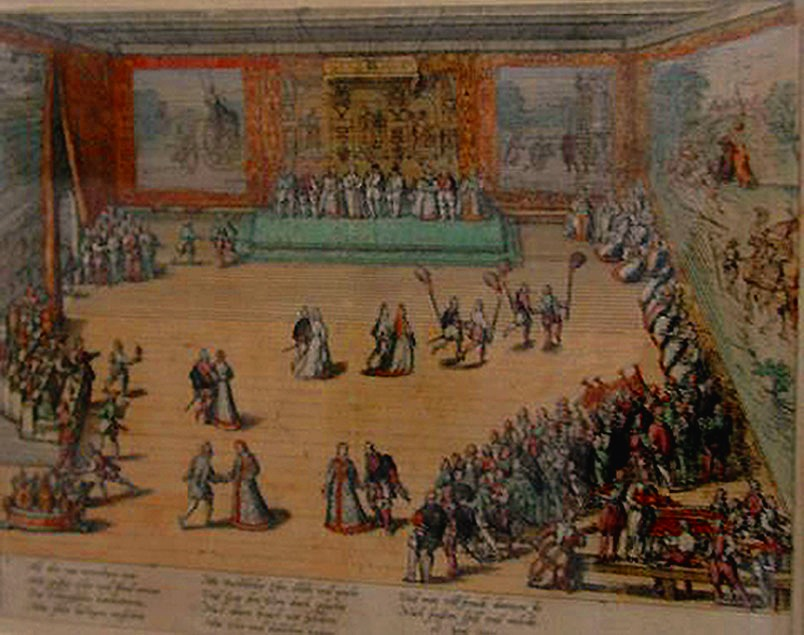
Representação do casamento de João Guilherme de Jülich-Cleve-Berg com Jacobeia de Baden, Dusseldorf 1585.
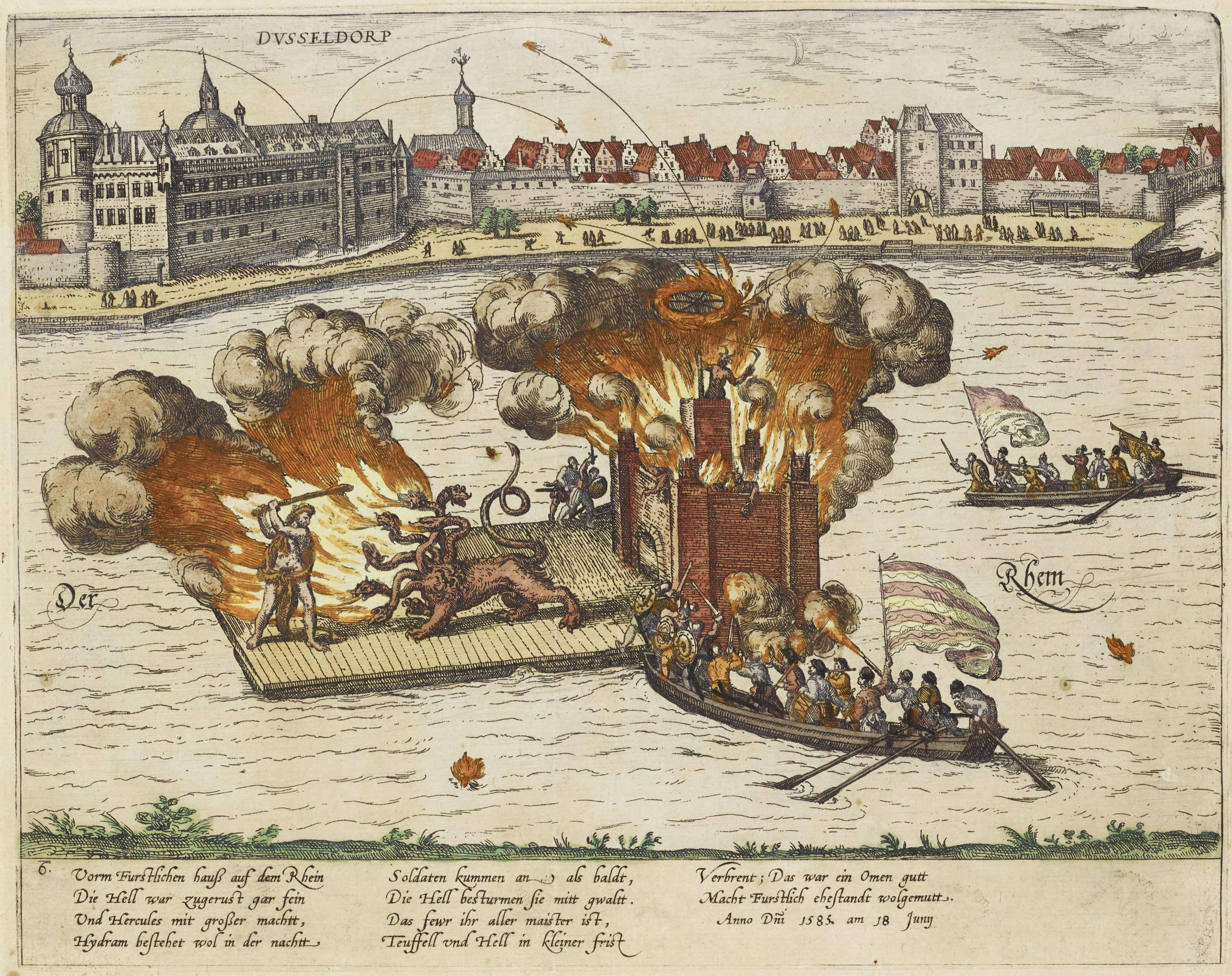
Gravura do espetáculo de fogo de artifício e navios no Reno, durante as festas de casamento de Jacobeia e João Guilherme[7].
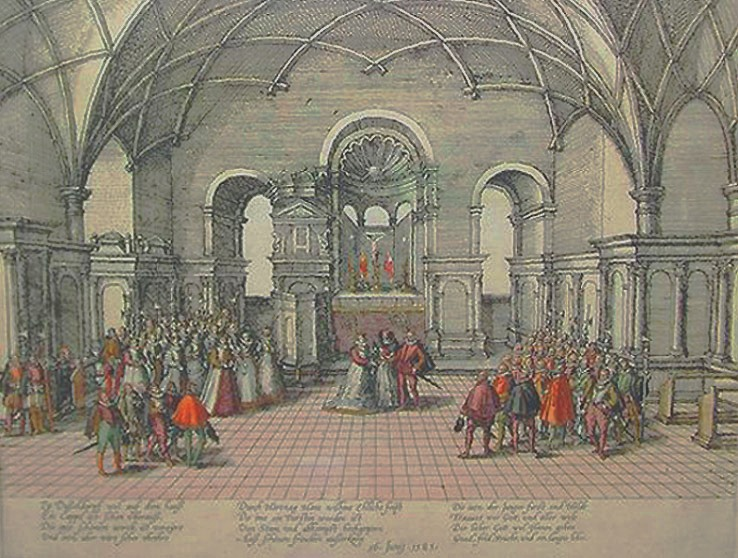
Gravura da cerimónia de casamento em Dusseldorf[8].